# Bříza ojcovská
Bříza ojcovská (Betula oycoviensis) je vzácný druh rodu bříza. V Česku roste jen na dvou místech.

## Taxonomie
Přiznání statutu rod bříze ojcovské není jednoznačné. Někdy je uváděna jako Betula pendula var. oycoviensis, jindy jako Betula pendula subsp. oycoviensis, někdy je druh Betula pendula uváděn jako provizorní.
Bříza ojcovská je taxon hybridního původu, který vznikl křížením druhů bříza bělokorá (Betula pendula) Roth a Betula szaferi Jent.-Szaf. ex Staszk., přitom Betula szaferi z přírody zcela vymizela.

## Výskyt
Přestože byla původně považována za polský endemit, vyskytuje se v Česku, Polsku, na Slovensku, v Bělorusku, Litvě, na Ukrajině, v Rusku, Rumunsku a ve Švédsku. Její původní lokalita je součástí Ojcowskiego parku narodowego v Polsku.
V Česku se donedávna jediné exempláře břízy ojcovské vyskytovaly v chráněném území (přírodní památce) Lokalita břízy ojcovské u Volyně. Ta se nachází na katastrálním území malé vesnice Volyně u města Výsluní v okrese Chomutov. Roste tam 16 jedinců roztroušeně na staré pastvině, 5 na rozhraní lesa a louky a 2 na kamenitém prostranství v lese. Fotografie těchto stromů jsou zde. Na podzim roku 2016 byly další tři exempláře objeveny v Podkrušnohorském zooparku v Chomutově. Přesné místo výskytu je skanzen Stará Ves vedle větrného mlýna.

## Popis

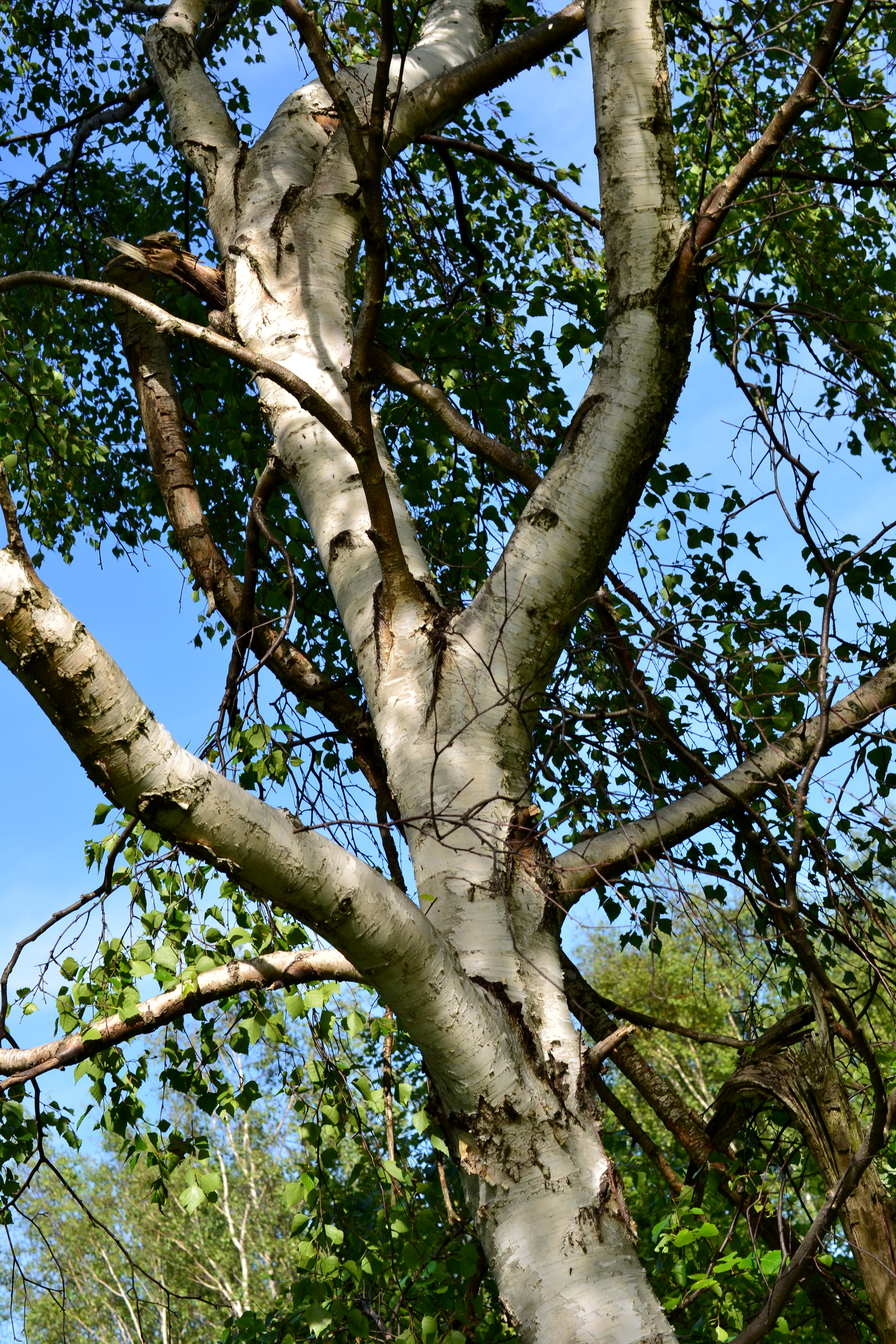
Bříza ojcovská – kmen

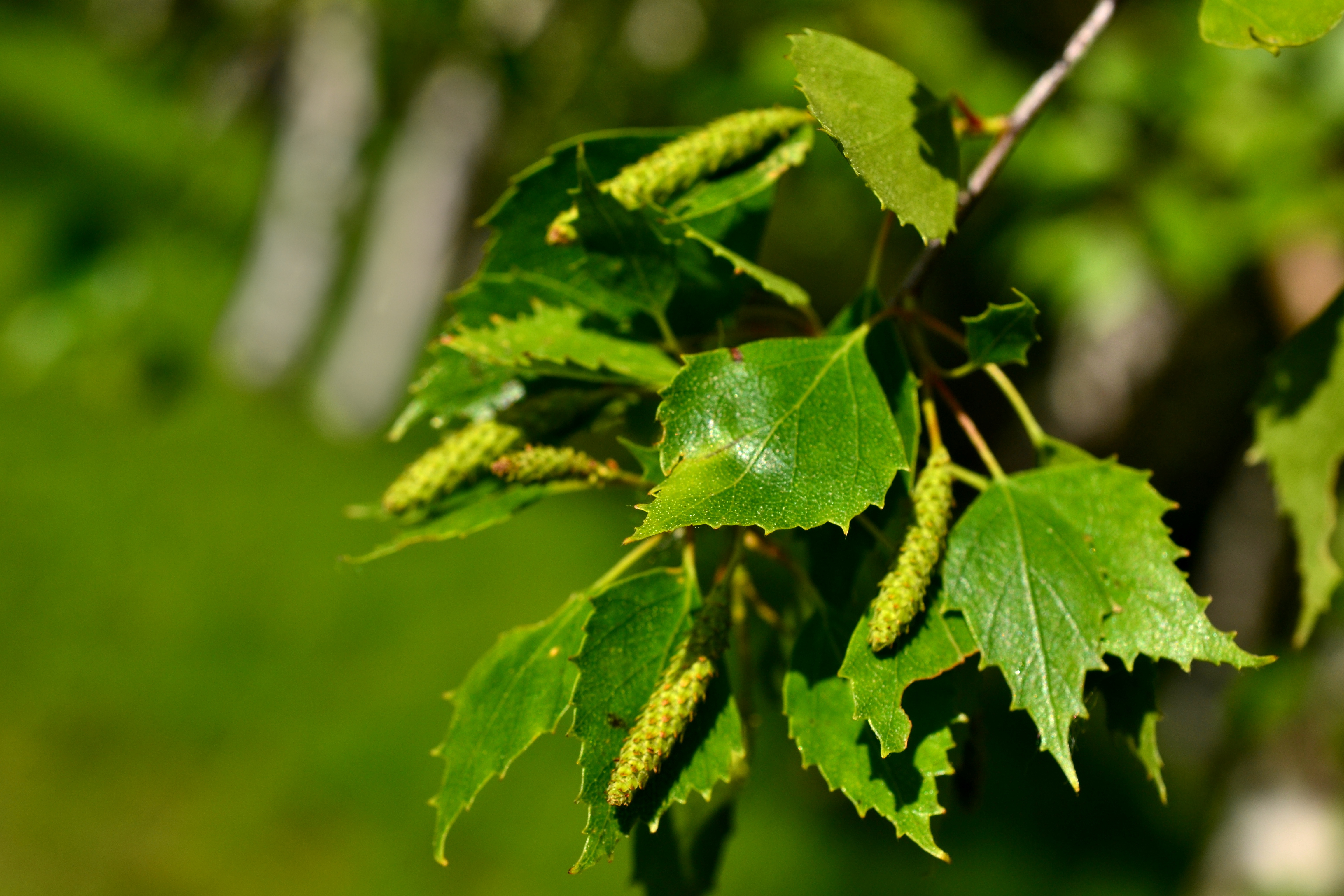
Bříza ojcovská – list

Bříza ojcovská mívá nevyrovnaný vzrůst, bývá to keř vysoký do 5 m nebo stromová forma dosahující výšky 8, maximálně 15 m. Keře zavětvené k zemi mají obloukovitě odstávající větve, které jsou hustě žláznaté a bradavčité. Kůra mladých stromů je bílá s příčnými pruhy, u starších stromů je ve spodní části křivolakého a často větveného kmene hluboce rozpraskaná. Starší větve jsou šedobílé, mladé prýty jsou červenavě hnědé.
Listy s řapíky dlouhými 1 až 1,5 cm vyrůstají na brachyblastech, na jednom jich bývá 4 až 6. Čepele listů jsou okrouhle vejčité až kosočtverečné, na bázi klínovité, zašpičatělé, dvojitě nebo jednoduše ostře zubaté. Jsou mnohem menší než u ostatních bříz, jen 1,5 až 4 cm dlouhé a 1 až 3 cm široké s 5 až 6 páry žilek.
Květy jsou jednopohlavné, stromy i keře jsou jednodomé. Samčí květy vyrůstají po 2 až 3 na konci přímých větviček, samičí na postranních větvičkách. Jehnědy na stopkách 10 až 15 mm dlouhých přezimují. Rozkvétá v dubnu a květnu, plodem jsou okřídlené nažky s jedním semenem.
Je světlomilná, roste často společně s břízou bělokorou. Dává přednost osluněným jižním svahům, půdě vysychavé, jílovité a kamenité. Vyskytuje se nejčastěji ve 3. dubovo-bukovým (suprakolinním) a 4. bukovým (submontánním) vegetačním stupni.

## Ohrožení
V Česku je tento druh hodnocen jako kriticky ohrožený druh C1. Z celosvětového pohledu je bříza ojcovská posuzována jako zranitelný druh.